# 萨菲普尔
萨菲普尔（Safipur），是印度北方邦Unnao县的一个城镇。总人口22402（2001年）。

## 人口
该地2001年总人口22402人，其中男性11692人，女性10710人；0—6岁人口3841人，其中男1990人，女1851人；识字率45.72%，其中男性为52.65%，女性为38.16%。